# Thomas von Herbert
Thomas von Herbert (* 20. Februar 1738 in Pera bei Konstantinopel; † um 1760 in Konstantinopel) war ein österreichischer Orientalist, Diplomat und Übersetzer. Er übersetzte gemeinsam mit dem osmanischen Hofarzt Ṣubḥīzāde ‘Abdal‘azīz zwei wichtige Werke der westlichen Medizin ins Türkische.

## Leben
Er entstammt der irischen Familie Herbert of Pembroke, die im Gefolge Jakob II. auf den Kontinent floh. Sein Vater Johann von Herbert-Rathkeal ging nach dem Tod von Jakob II. nach Konstantinopel. Dort heiratete er  Franziska von Scanderbeg; das Paar hatte drei Söhne und zwei Töchter. Nach dem Tod ihres Mann gewährte Kaiserin Maria Theresia der Witwe eine Pension und schickte die zwei ältesten Söhne Thomas und Peter Philipp zur Ausbildung zu den Jesuiten. Sie kamen zu Joseph Franz, dem ersten Direktor der orientalischen Akademie in Wien. Der jüngste Sohn Johann Baptist († 3. Januar 1801) stieg im österreichischen Militär bis zum Feldmarschall-Lieutenant auf.
Nach seiner achtjährigen Ausbildung kam Thomas von Herbert als Sprachknabe zum k. k. Internuntius Baron Penkler nach Konstantinopel. Dort wurde er bald Dolmetscher. Er besaß umfangreiche Kenntnisse in orientalischer Literatur und auch westlicher Wissenschaft. Ende der 1750er Jahre wollte der als Dichter und Gelehrter geltende Sultan Mustafa III., der um die Gesundheit bedacht war, westliche medizinische Werke in die Türkei holen. Er berief von Herbert zur Übersetzung des wichtigsten medizinischen Werkes dieser Zeit (bereits 1708 erstmals erschienen), Boerhave’s „Institutiones medicae, in usus annuae exercitationis domesticos digestae“, ins Türkische. Diese Arbeit wurde allgemein mit großen Beifall aufgenommen und brachte den Türken die Erkenntnisse westlicher Medizin näher.
Von Herbert starb noch in jungen Jahren.